# Salgado de São Félix (ort)
Salgado de São Félix är en ort i Brasilien.   Den ligger i kommunen Salgado de São Félix och delstaten Paraíba, i den östra delen av landet, 1 700 km nordost om huvudstaden Brasília. Salgado de São Félix ligger 64 meter över havet och antalet invånare är 4 266.
Terrängen runt Salgado de São Félix är platt åt nordväst, men åt sydost är den kuperad. Salgado de São Félix ligger nere i en dal. Närmaste större samhälle är Itabaiana, 12,3 km öster om Salgado de São Félix.
Omgivningarna runt Salgado de São Félix är en mosaik av jordbruksmark och naturlig växtlighet. Runt Salgado de São Félix är det ganska tätbefolkat, med 149 invånare per kvadratkilometer.